# Wolf-Rüdiger Krause
Wolf-Rüdiger Krause (* 7. September 1944 in Kolberg) ist ein ehemaliger deutscher Fußballspieler. Als Spieler von Eintracht Braunschweig wurde er 1967 deutscher Meister in der Fußball-Bundesliga.

## Laufbahn

### Amateur, bis 1966
Mit 19 Jahren wechselte Wolf-Rüdiger Krause 1963 von dem kleinen Braunschweiger Amateurverein RSV zu der gerade in die neue Bundesliga aufgenommene Eintracht Braunschweig, aber in deren Amateurabteilung. Die erste Runde spielte er mit den Eintracht-Amateuren in der Amateurliga Niedersachsen, Staffel Ost und belegte den 4. Platz. Staffelsieger wurden die Amateure von Hannover 96, die später auch den Titel des Deutschen Amateurmeisters gewannen. In der Runde 1964/65 konnte der torgefährliche Angreifer Wolf-Rüdiger Krause mit seinen Mannschaftskameraden in der eingleisigen Amateurliga Niedersachsen die Vizemeisterschaft hinter dem amtierenden Deutschen Amateurmeister Hannover 96 Amateure erringen. Auch in seiner dritten Saison bei den Eintracht-Amateuren, 1965/66, gehörte Krause mit seiner Mannschaft der Spitzengruppe an. Sie belegten den dritten Tabellenplatz. Der DFB hatte durch die Erfolge der 96er-Amateure aufmerksam gemacht, die Niedersachsen-Liga im Blick und so wurde Wolf-Rüdiger Krause für die Amateurnationalmannschaft in der Saison 1965/66 nominiert. Am 27. Oktober 1965 debütierte der Braunschweiger beim Länderspiel in Wiesbaden gegen Finnland im Team der DFB-Amateure. Er hatte einen Einstand nach Maß: die deutsche Mannschaft gewann mit 6:2 Toren und er steuerte als Rechtsaußen zwei Treffer dazu bei. Mittelstürmer Dieter Zettelmaier war mit drei Toren aber noch erfolgreicher.
Selbstverständlich stand der talentierte Angreifer zu diesem Zeitpunkt auch bereits im Blickfeld des Trainers der Bundesligamannschaft, Helmuth Johannsen. Am 11. Dezember 1965 bildete er zusammen mit Klaus Gerwien, Lothar Ulsaß, Werner Rinass und Erich Maas den Angriff beim 2:0-Heimsieg gegen den Karlsruher SC. In der 63. Spielminute erzielte er den Treffer zum 2:0-Endstand. Auch bei seinem zweiten Spiel in der Bundesliga, am 31. Dezember 1965, errang die Eintracht einen 2:0-Sieg bei Tasmania Berlin. Vor seinem zweiten Einsatz in der Amateurnationalmannschaft am 20. März 1966 in Châteauroux gegen Frankreich kam der Amateur aber nicht mehr in der Bundesliga zum Einsatz. Dies geschah am 26. April 1966 im Heimspiel gegen Eintracht Frankfurt. Bei den DFB-Amateuren wurde er im Juni 1966 noch zweimal zum Einsatz gebracht. In Ancona gegen Italien und am 29. des Monats in Bamberg beim UEFA Amateur Cup gegen die Türkei.
Mit der Verbandsauswahl von Niedersachsen hatte Krause sich in dieser Saison bis in das Finale des Länderpokals gegen Westfalen gespielt. Nach diesen Leistungen erhielt der Stürmer zur Runde 1966/67 einen Lizenzvertrag bei Eintracht Braunschweig.

### Bundesliga, Regionalliga Nord, 2. Bundesliga Nord, 1966 bis 1975
Der kontinuierlich die Mannschaft aufbauende Johannsen hatte sehr schnell in der Runde 1966/67 seine Stammformation in der Offensive gefunden. Klaus Gerwien, Lothar Ulsaß, Gerd Saborowski, Hans-Georg Dulz und Erich Maas bildeten den Eintracht-Angriff. Wolfgang Grzyb war die erste Wahl, wenn einer davon zu ersetzen war. Somit kam Krause in dieser Runde des größten Erfolges von Eintracht Braunschweig, die Mannschaft von Helmuth Johannsen gewann die deutsche Meisterschaft, lediglich zu zwei Einsätzen. Beide Spiele, gegen Schalke 04 und den MSV Duisburg, endeten jeweils mit dem auf Rechtsaußen stürmenden Krause, 0:0 unentschieden. Der gelernte Großhandelskaufmann zog daraufhin die Offerte des Regionalligisten VfL Wolfsburg und den sicheren Arbeitsplatz beim VW-Werk dem weiteren Reservistendasein in Braunschweig vor und wechselte zur Runde 1967/68 nach Wolfsburg in die Regionalliga Nord.
In der dritten Saison beim VfL belegte die Mannschaft von Trainer Imre Farkaszinski den zweiten Platz und zog damit in die Aufstiegsrunde zur Bundesliga des Jahres 1970 ein. Jetzt zog Krause zusammen mit Dieter Thun die Fäden im VfL-Mittelfeld und für die Tore war in erster Linie Torjäger Wilfried Kemmer verantwortlich. In der Aufstiegsrunde hatte Wolfsburg aber gegen Kickers Offenbach, VfL Bochum, Hertha Zehlendorf und den FK Pirmasens keine wirkliche Chance. Krause gelang am 24. Juni 1970 mit einem Treffer in der 25. Minute der 1:0-Heimerfolg gegen den VfL Bochum. Durch die zwei dritten Plätze in den Jahren 1972 und 1973 und den vierten Rang in der letzten Regionalliga-Saison 1974 qualifizierte sich Wolfsburg für die neu eingeführte 2. Bundesliga, Staffel Nord, zur Runde 1974/75.
Persönlich hätte Wolf-Rüdiger Krause mit dem Ergebnis des Premierenjahres von 35 Spielen mit 19 Treffern sehr zufrieden sein können, aber durch den Abstieg des VfL als 19. kam darüber nicht wirklich Freude auf. Die wöchentlich dreimalig halbtägige Freistellung für das Training durch den Konzern reichte als Unterstützung für die berufstätigen VfL-Fußballer in der 2. Bundesliga nicht aus.
In der Saison 1975/76 erzielte Krause in der Amateur-Oberliga Nord für den VfL in 32 Ligaspielen 16 Tore und errang mit den Grün-Weißen die Vizemeisterschaft. In der Aufstiegsrunde zur 2. Bundesliga folgten vier weitere Einsätze mit einem Treffer. Wolfsburg setzte sich gegen den Bonner SC und den 1. FC Bocholt durch und kehrte in die 2. Bundesliga zurück. Krause ging aber nicht mehr in den Profibereich mit, er ging als Spielertrainer zum MTV Gifhorn.

## Trainer
Zur Runde 1976/77 übernahm Wolf-Rüdiger Krause das Amt des Spieler-Trainers beim MTV Gifhorn. Ungeschlagen gewann sein Team die Verbandsligameisterschaft. In der Saison 1978/79 qualifizierte sich Gifhorn für die AOL Nord und Stürmer Klaus Gahr wurde 1979 in die Amateurnationalmannschaft berufen. In der Runde 1982/83 spielte der MTV lange um die Meisterschaft mit, am Ende setzte sich St. Pauli durch. 1984 kehrte Wolf-Rüdiger Krause als Trainer zum VfL Wolfsburg in die Amateur-Oberliga Nord zurück. An die Gifhorner Erfolge konnte er aber nicht anknüpfen, Trainer und Verein trennten sich zum Ende der Saison 1987/88.
1993 übernahm Krause wiederum einen Verein in der Oberliga-Nord, nämlich seinen inzwischen aus der Zweiten Bundesliga abgestiegenen ehemaligen Arbeitgeber Eintracht Braunschweig. Am Ende der Saison 1993/94 wurde die Eintracht Zweiter und qualifizierte sich damit für die Aufstiegsrunde zur Zweiten Bundesliga, scheiterte dort aber an der überlegenen Düsseldorfer Fortuna. Nach der Saison wurde die Zusammenarbeit nicht fortgesetzt.